# Daphnella radula
Daphnella radula là một loài ốc biển, là động vật thân mềm chân bụng sống ở biển trong họ Conidae.

## Phân bố

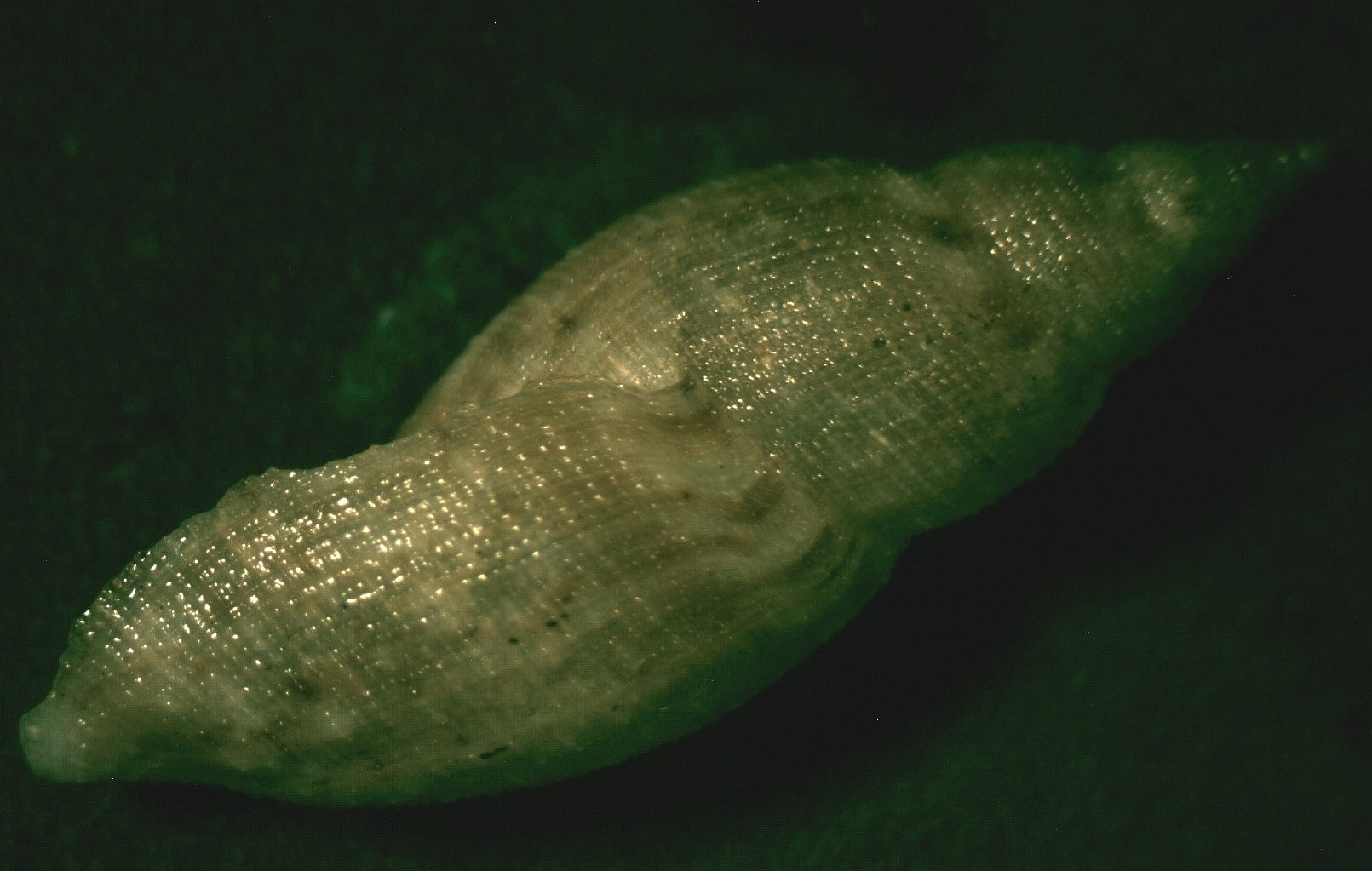
Daphnella radula, abapertural view